# Ctenuchidia gundlachis
Ctenuchidia gundlachis är en fjärilsart som beskrevs av William Schaus 1904. Ctenuchidia gundlachis ingår i släktet Ctenuchidia och familjen björnspinnare. Inga underarter finns listade i Catalogue of Life.